# Laktaši
Laktaši (ciríl·lic: Лакташи) és una ciutat i municipi en la part nord-occidental de Bòsnia i Hercegovina, amb una població de 36848 persones segons els resultats preliminars del cens de 2013. Laktaši forma part de la República Srpska. Es troba a la part nord-occidental de Bòsnia i Hercegovina entre les ciutats de Gradiška i Srbac al nord, Prnjavor a l'est, Čelinac al sud i Banja Luka a l'oest. Segons els resultats preliminars del cens de 2013, Laktaši té una població total de 36.848.